# Dialetto frignanese

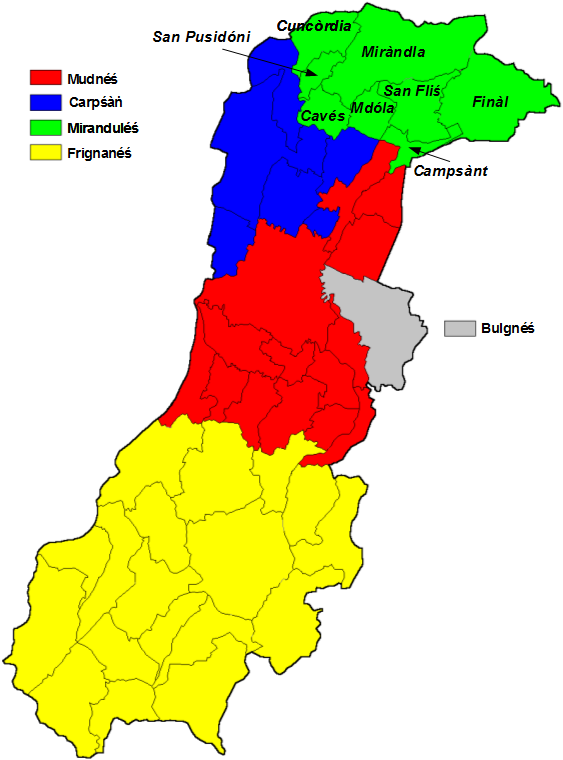
Comuni della provincia di Modena dove si parla il Frignanese (in giallo)

Il dialetto frignanese è una varietà frammentaria e completamente priva di un centro linguistico della lingua emiliana dai tratti liguri-lombardi simile al dialetto modenese. È parlato nei comuni che formano le comunità montane del Frignano, dell'Appennino Ovest e dell'Appennino Est, ovvero in tutta la zona appenninica della provincia di Modena.
(Bernardino Biondelli, Saggio sui dialetti gallo-italici, p. 203)

## Caratteristiche
Dal punto di vista linguistico, il Frignano risulta molto frammentato in parlate a volte altamente divergenti. La prima, netta distinzione è tra Fiumalbo/Pievepelago e tutto il resto dell'area, ma, in misura minore, ci sono differenze non trascurabili tra la metà occidentale e quella orientale del territorio; in generale, più si risalgono le valli, più i dialetti sono conservativi. Si possono tuttavia individuare varie caratteristiche comuni a tutto il Frignano, nonché tratti che ricollegano chiaramente il Frignanese al Modenese, all'Emiliano e, più in generale, alle altre varietà gallo-italiche. 
- Esistono le vocali [y - ø] molto forti: mür, dür, fiöla, cör (muro, duro, figlia, cuore); a Pavullo nel Frignano questi suoni sono assenti nei capoluoghi comunali, ma saldamente presenti nelle frazioni.
- È assente la dittongazione delle vocali [eː - oː]: mêla, nêgra, fiôr, alôra (mela, nera, fiore, allora); in varie aree [oː] si chiude in [uː]: fiûr, alûra.
- Ad esclusione del centro urbano di Pavullo nel Frignano, nelle zone più basse è largamente diffusa la nasalizzazione delle vocali: limõ, bẽ, fĩ (limone, bene, fine); il dittongo -ana, mantenuto in Modenese, ha esiti vari, come [ɛːna] a Pavullo e [ə̃ːna] a Montese. In generale i suoni non sono nasali.
- Nel medio e basso Frignano è presente l'abbassamento di [i - y] brevi: brött, tötta, prémma, bérra (brutto, tutta, prima, birra); tale fenomeno, diffusissimo anche in Lombardia orientale, è assente nelle aree più conservative e non è altro che la reinterpretazione locale degli esiti modenesi brótt, tótta, prémma, bérra.
- In alcune località è presente anche la vocale [ə] tonica: casëtt, pësc (cassetto, pesce); a Pavullo nel Frignano queste parole sono pronunciate casàtt, pass, mentre nella maggior parte del Frignano e della campagna modenese l'esito è cassätt, pass.
- Il peculiare dialetto di Piandelagotti, località a monte di Frassinoro, presenta [ə] in posizione atona dove anticamente erano presenti le vocali finali: gattə, rammə, sacchə, fèrrə (gatto, rame, sacco, ferro).
- Nella porzione più orientale del Frignano non esiste la zeta, presente nella parte occidentale e a Modena (nonché a Frassinoro, che si trova, però, nella parte occidentale): marzo, zappa, porzione si dicono mèrz, zapa, purziôn a Pavullo, mars, sapa, pursiũ a Palagano.
- Tradizionalmente la L davanti a consonante diventa [i], anche se il tratto, tipico anche del Romagnolo e del Bolognese montano, è in regresso: caichèr, èiber, sôic,puivra,aiba (calcare, albero, solco,polvere,alba).
- Nelle località più in quota, come Sestola e Frassinoro, persistono i fonemi [c - ɟ - ʃ - ʒ]: chjav, ghjara, lasciâ, cüsghĩ (chiave, ghiaia, lasciato, cugino), cioè gh al posto di g dolce e sc al posto di s della pianura.
- In pochissime località sopravvive una notevole distinzione morfologica tra maschile e femminile alla terza persona singolare del verbo avere: lü l'à, lê l'à (lui ha, lei ha).
- Come in Modenese, la metafonesi è diffusa solo in forma residuale o in termini cristallizzati. In certe località dell'alta Valle del Secchia sono diffuse alcune modalità di plurale metafonetico che ricordano tipologicamente quelle del Romagnolo: lèt/lètt, fòs/fòss, vèchj/vècchj (letto/letti, fosso/fossi, vecchio/vecchi).

### L'area di Fiumalbo e Pievepelago
I dialetti di Fiumalbo e Pievepelago sono tra i più conservativi dell'intera Emilia-Romagna (alla medesima area appartiene anche la porzione settentrionale del comune di Abetone in Provincia di Pistoia, sorto solo nel 1936), e sono particolarmente interessanti da un punto di vista storico e linguistico, in quanto rappresentano un'area di transizione tra il mondo Gallo-Italico e quello toscano o delle lingue romanze orientali. La vicinanza con la Provincia di Pistoia giustifica inoltre la presenza di numerose concordanze lessicali con l'area Toscana, come "frusgiada, formìgola, biasgiare, aschero", corrispondenti ai termini pistoiesi "frusciata, formìcola, biasciare, aschero" (caldarrosta, formica, masticare, nostalgia).
La caratteristica più vistosa di queste parlate è il mantenimento di tutte le vocali finali: gatto, forte, palazzo, gallo, galina, galine, donne, vecchjo, vecchje, gatti, ladri, matti; a Pievepelago è frequentissimo il metaplasmo dell'uscita -e (forto, latto), mantenuta a Fiumalbo. Nel passato la presenza di queste vocali ha indotto alcuni studiosi a ritenere il Fiumalbino un dialetto toscano solo parzialmente emilianizzato, o addirittura il relitto di un antico dialetto veneto. Il Fiumalbino mantiene inoltre i suoni [c - ɟ - ʃ - ʒ], per esempio nelle parole "chjamada, ghjaccio, pessci, basgio", che a Modena sono divenute "ciamèda, giaz, pess, bès" (chiamata, ghiaccio, pesci, bacio). Sono assenti le vocali turbate, mentre sono diffuse le vocali nasali in fine di parola.

### L'articolo determinativo
Il Frignano presenta varie forme di articolo determinativo maschile singolare:
- In alcuni centri delle basse valli è presente la forma al, analoga al Modenese: al gat, al can.
- Molte località del medio Frignano presentano la forma e, diffusa anche nella media montagna reggiana, nella montagna bolognese occidentale e in Romagna: e gat, e can.
- A Fiumalbo l'articolo è el: el gatto, el cã.
- Frassinoro e alcune frazioni di Pievepelago presentano la notevole compresenza di tre forme, utilizzate a seconda della consonante seguente: al prima di [n, t, d, θ, ð, tʃ, dʒ, ɲ, c, ɟ], e prima di [m, p, b, f, v, k, g], u prima di [l, r, s, z, ʃ]; la combinazione articolo-sostantivo sarà quindi del tipo al dent, e vĩ, u latt (il dente, il vino, il latte).

## Esempi di frignanese ottocentesco

### La parabula del Fiö Trasun (dialetto di Sestola)
Al gh'era un om ch'l'ava dü fió.

E al piü sgiovn 'd lor diss a sò padr: "Papà, dam la part dla roba che 'm toca!" e lü 'gh divis la sò roba.

E da lì a quaich dì, al fiól piü sgiovn, quando l'hai amüciaa tüt al sò, 's n'andò fura dla patria int un paes luntan; e quì al strüsciò tüt quel ch'l'ava, vivend int i bagord.

E dop ch'l'aì consümaa 'gni cosa, as fè una gran carestia in quel paes; e lü principiò a sentir la miseria.

Alora l'andò e s'ès miss con un citadin 'd quel paes, ch'al mandò int 'na sò villa, perché al dass da mankjiar ai porch.

E al desiderava d'ampirs la panza 'd quela kjianda ch'i porcè mankjavn; e ngün gh'in dava.

Alora al tornò in sì e 's diss: "Quant garzon hen in cà 'd mè padr, ch'abondan 'd pan, e mì m'in stagh qui a mürir 'd fam!"

Torò sü e 's tornarò da mè padr es gh'dirò: Papà, i ho ofes Dii, e v'ho ofes vü;

Già en son più degn d'esser kjiamaa vostr fiol; ma tolim cmud un di vostr garzon";

E al toss sü, es s'in vins da sò padr. E mentr ch'l'era ancamò da la lontana, sò padr al vist, es s'moss a misericordia, e corendgh incontra, al se 'gh bütò al col es al basò.

Al fiol agh diss: "Papà, i ho fat pcaa contr'al ciel e a la vostra presenza; e 'n son più degn d'esser kjamaa vostr fiol".

E padr kiamò i servitor e al 'gh diž: "Prest, portà 'l piü bel abit, e vestìl; mtìgh un anel al did e 'l scarp in pee;

Condusì un vdel grass, amazzàl, mankhien e fen invid;

Perché 'st fiol l'era mort, e l'è tornaa in vita; al s'era pers, e l'è staa 'rcataa". E i den principi a e banchet.

Al fiol pü grand l'era 'mò in campagna e, int al tornar a cà e avsinandas, al sintì di son e di bal.

E al chiamò un servitor e 'gh dmandò cosa gh'era 'd nuv.

E lü 'gh respos: ""L'è tornaa vostr fradel e vostr padr l'ha mazzaa un videl grass perch'l'è tornaa a cà san e svelt".

Al s'istizzì alora, es 'n vreva gnanch andar dentr'in cà; bsognò ch'vegnissa fura sò padr e ch'al prgassa.

Ma quel al 'gh respos es 'gh diss: "I hen tant an che 'v serv, e mai e v'ho dsübidii; e vü mai e m'hii daa un caurezz da mangiar con i mè amigh.

Ma 'dess ch'è vegnüü a cà 'st vostr fiol, ch'ha divoraa tüt al sò con del donn 'd mala vita, hii mazzaa un videl grass!"

Ma lü 'gh respos: "Fiol mè, vü e sii sempr con mì, e tüt quel ch'è mè l'è anch vostr;

L'era pò necessari star alegr e far banchet, perché 'st vostr fradel l'era mort e l'è arsüscitaa; al s'era smarii e i l'han artrovaa".

### Una nuvela de Bucasc
- Fanano: Ev digh donca che int i temp del prim re 'd Cipr, dop la conquista fata dla Tera Santa da Guffrè 'd Buglion, l'aven ch'na gentil dona 'd Guascogna l'andò in pelegrinagg al San Sepolcr, da dov tornand, quand la fu arivaa in Cipr, la fu da cert birbon vilanament oltragiaa.
- Fiumalbo: I digo donca che al tempo del primo re de Cipro, dopo che fu conquistaa Tera Santa, successe che una gran signora di Guascogna andò in pellegrinaggio al Santo Sepolcro. E tornando de là, arivada che la fu in Cipro, certi birbon i ghe ferno de la cosacce da non dire.
- Pavullo: A degh donca che al teimp dal prem re 'd Zipr, quend Gotifrè 'd Buglioun l'avè fät la conquesta 'd Tera Sänta, e sucess ch'ona sgnora 'd Guascogna l'andò in pelegrinazz al Sepolcher, e int al tornee, quend la fu a Zipr, zert baroun fotû i 'gh fèn violensa ed vilän.
- Montefiorino: Av dèg dunca c'al temp ed prèm re ed Cipro, quänd Guffrè ed Bugliòn l'ava fät la conquesta ed la Tera Sänta, l'é suces che una sngora ed Guascogna l'è andäda in pelegrinäg a e Sèpolcre, e in te mentre c'la turnäva, quän l'è ariväda a Cipro, dii vilän l'hän viulentäda.
- Frassinoro: Av dig Duncan c'al tempo ed prim re ed Cipro, quand Guffréé ed Bugliun l'ava fat la conquista ed la Tera Santa, l'è andaada in Pellegrinaggi a e Sepolcrèe, e in te mentre c'la turnaava, quand l'è arivaada a Cipro, dii vilan l'han viulentaada.
- Pievepelago: E digh donca ch'ai temp dal prim re 'd Cipro, dop al conquist dla Tera Santa fat da Gofred 'd Buglion, a sucess ch'una gentildóna 'd Guascogna l'andó in pelegrinagg al San Sepolcro, e artornand indree dlà, quand la fu arivaa a Cipro, cert canaje i 'gh fènane del porcarie da forca.
- Sestola: E digh donca che ai temp dal prim re 'd Cipri, dop fat al conquist dla Tera Santa da Gofred 'd Buglion, a sucess che una gentildona 'd Guascogna l'andò in pelegrinagg al Sepolcr, dlà tornand arivaa a Cipri, da alcun scelerat òmën la fu vilanament oltragiaa.[3]